# Њуарк (Калифорнија)
Њуарк (енгл. Newark) град је у америчкој савезној држави Калифорнија. По попису становништва из 2010. у њему је живело 42.573 становника.

## Демографија
Према попису становништва из 2010. у граду је живело 42.573 становника, што је 102 (0,2%) становника више него 2000. године.
| Група             | 2000.          | 2010.          |
| Белци             | 17.103 (40,3%) | 11.726 (27,5%) |
| Афроамериканци    | 1.705 (4,0%)   | 2.002 (4,7%)   |
| Азијати           | 9.047 (21,3%)  | 11.571 (27,2%) |
| Хиспаноамериканци | 12.145 (28,6%) | 14.994 (35,2%) |
| Укупно            | 42.471         | 42.573         |